# 藤原姉
藤原 姉（ふじわら の あね／いろね、生年不明 - 延暦9年（790年）以前）は、奈良時代の女官。姓は朝臣。位階は従五位下。

## 生涯
淳仁朝の天平宝字4年（760年）正月、無位より従五位下に叙される。その後、藤原仲麻呂の乱の影響か、称徳朝において、位階を剥奪されたものと思われる。桓武朝の延暦5年（786年）正月、再度無位から従五位下に叙されている。
延暦9年（790年）8月の太政官符によると、河内国若江郡に故従五位下、藤原朝臣姉の位田1町があり、大納言の職田になったと記されているため、この頃なくなったものと思われる。

## 官歴
『続日本紀』による
- 天平宝字4年（760年）正月15日：従五位下
- 時期不詳：無位
- 延暦5年（786年）正月14日：従五位下（復位）
- 延暦9年（790年）8月以前：卒去